# Млин Смоленски у Суботици
Млин Смоленски у Суботици изграђен је 1906. године, налази се на Београдском путу 120. Због значаја привредног и индустријског развоја града, а и као место заточења грађана за време и после Другог светског рата представља непокретно културно добро као  споменик културе.

## Историјат
За Ладислава Фирста (Fürszt László) 1889. године је у Будимпешти је израђен први пројекат за млин, док је објекат познат као "Смоленски млин" је изграђен за власнике Габора Смоленског (Szmolenszky Gábor) и Михајла Муића (Muity Mihály) као спратни објекат 1906. године. По захтеву нових власника за дозволом за градњу, исте године је млин подигнут, а наредних година добија и нове помоћне зграде. Млин назив задржава и после промене власника када 1909. године, када га купује Хенрик Биро (Bíró Henrik) из Будимпеште. 
Променом власника, у периоду од 1909. до 1916. године, млин добија надоградњу од два, односно једног спрата. 
У току Првог светског рата, тачније 1916. године, формира се Горњебачко паромлинско деоничарско друштво, у чије оквире улази и „Смоленски млин” и остаје у њему све до 1941. године. Током Другог светског рата, носи име Млин „Викторија” (Viktória). Према усменим сећањима старијих Суботичана, крајем Другог светског рата, фашисти су јеврејске породице сакупљене у средњобачким насељима Србобрану, Кули, Врбасу, Црвенки, Бачкој Тополи и другим местима, овде сконцентрисали и држали их данима, без хране и воде, међу крајње нељудским условима, да би их после пребацили у Бачалмаш и даље у логоре смрти у Пољској и Немачкој. Своју неславну улогу млин је наставио и после завршетка рата када је служио за затварање заробњеника.

## Изглед
Млин је један од ретких троспратних објеката, насталих почетком 20. века у Суботици, чија фасада са мало декоративних елемената, наглашава нови период у архитектури - модерну. Истовремено, употребљени материјал, фасадна опека и малтер, говоре о чврстој повезаности са већ постојећом градском архитектуром. Другостепена пластика објекта састоји се од поделе фасаде пиластрима од жуте фасадне опеке на приближно симетрична поља у односу на вертикалну осу фасаде, завршним кровним венцем од фасадне опеке и поделом објекта по вертикали на два дела једноставним венцем од опеке у нивоу пода другог спрата. Такође од жуте фасадне опеке израђени су и опшави око портала и сокла објекта која се такође завршава венцем.